# Championnat de Pologne féminin de football 2014-2015
Navigation
Édition précédente Édition suivante
Le Championnat de Pologne de football féminin 2014-15 commence le 2 août 2014, sur un système aller-retour où les différentes équipes s'affrontent deux fois par phase. Le Medyk Konin, est le champion en titre, et douze équipes composeront ce nouveau championnat.

## Clubs participants
Les nouveaux promus :
- Czarni Sosnowiec
- FC Katowice
- ZTKKF Stilon Gorzów Wielkopolski
- Olimpia Szczecin

Les anciens :
- AZS PWSZ Biała Podlaska
- Górnik Łęczna
- Medyk Konin
- Mitech Żywiec
- Zagłębie Lubin
- AZS Wrocław
- GOSiR Piaseczno
- KKP Bydgoszcz

## Classement
| Rang | Équipe                               | Pts | J  | G  | N | P  | Bp  | Bc | Diff |
| ---- | ------------------------------------ | --- | -- | -- | - | -- | --- | -- | ---- |
| 1    | Medyk Konin (T)                      | 59  | 22 | 19 | 2 | 1  | 117 | 12 | +105 |
| 2    | Zagłębie Lubin                       | 59  | 22 | 19 | 2 | 1  | 86  | 17 | +69  |
| 3    | Górnik Łęczna                        | 52  | 22 | 17 | 1 | 4  | 77  | 25 | +52  |
| 4    | Mitech Żywiec                        | 47  | 22 | 15 | 2 | 5  | 73  | 24 | +49  |
| 5    | AZS Wrocław                          | 32  | 22 | 10 | 2 | 10 | 36  | 46 | -10  |
| 6    | Czarni Sosnowiec (P)                 | 25  | 22 | 6  | 7 | 9  | 32  | 40 | -8   |
| 7    | AZS PWSZ Biała Podlaska              | 25  | 22 | 7  | 4 | 11 | 20  | 36 | -16  |
| 8    | Olimpia Szczecin (P)                 | 21  | 22 | 6  | 3 | 13 | 33  | 65 | -32  |
| 9    | KKP Bydgoszcz                        | 19  | 22 | 5  | 4 | 13 | 20  | 49 | -29  |
| 10   | GOSiR Piaseczno                      | 14  | 22 | 3  | 5 | 14 | 20  | 70 | -50  |
| 11   | FC Katowice (P)                      | 14  | 22 | 4  | 2 | 16 | 13  | 97 | -84  |
| 12   | ZTKKF Stilon Gorzów Wielkopolski (P) | 11  | 22 | 3  | 2 | 17 | 24  | 70 | -46  |

| Légende : Qualifications et relégations | Légende : Qualifications et relégations                                  |
| --------------------------------------- | ------------------------------------------------------------------------ |
|                                         | Ligue des champions féminine de l'UEFA 2015-2016 (tour de qualification) |
|                                         | Relégation en 2e division                                                |
|                                         | (T) : Tenant du titre 2013-2014 (P) : Promu en 2013-2014                 |

## Meilleures buteuses
- 41 buts - Agata Tarczyńska (Zagłębie Lubin)
- 29 buts - Anna Żelazko (Górnik Łęczna)
- 28 buts - Ewa Pajor (Medyk Konin)